# Louis Finot (archeologo)
Louis Finot (Bar-sur-Aube, 20 luglio 1864 – Tolone, 16 maggio 1935) è stato un archeologo francese specializzato nell'Asia sud-orientale, ed in particolare nell'arte khmer.
Nel 1898 è nominato direttore della Mission archéologique en Indochine, che nel 1900 cambierà nome diventando la prestigiosa École française d'Extrême-Orient, con sede ad Hà Nội. Direzione che manterrà fino al 1904, e poi dal 1914 al 1918, dal 1920 al 1926 ed infine dal 1928 al 1930.
- Biografia